# 영 에이스
영 에이스(Young Ace, 일본어: ヤングエース)는 가도카와 쇼텐에서 2009년에 발행된 일본 월간 청년 만화 잡지이다. 영 에이스 UP이라는 제목의 스핀오프 웹 만화 잡지가 2015년 12월에 발행되기 시작했다.

## 시리즈

### 영 에이스
- 어나더 (소설)
- 천청난만!
- 블랙★록 슈터
- 문호 스트레이 독스
- 데아이몬
- 합법 드러그
- 나만이 없는 거리
- 이나리, 콩콩, 사랑의 첫걸음
- 이세계 주점 노부
- 킬라킬
- 미래일기
- 부부 이상, 연인 미만.
- 나가토 유키짱의 소실
- 신세기 에반게리온 (만화)
- 팬티 & 스타킹 with 가터벨트
- 슈거 애플 페어리 테일
- 썸머 워즈

### 영 에이스 UP
- 일반공격이 전체공격에 2회 공격인 엄마는 좋아하세요?
- 용사, 그만둡니다 ~다음 직장은 마왕성~
- 회복술사의 재시작
- SK∞ 에스케이 에이트
- 거미입니다만, 문제라도?
- 에미야 씨네 오늘의 밥상
- 현자의 손자
- 세계 최고의 암살자, 이세계 귀족으로 전생하다